# División de enlaces
En química, la división, escisión o fisión de enlaces es la ruptura de enlaces químicos. En general, se habla de una disociación cuando una molécula se separa en dos o más fragmentos.
En general, existen dos clasificaciones para la división de enlaces: homolítica y heterolítica, según la naturaleza del proceso. Las energías de excitación triplete y singlete de un enlace sigma pueden usarse para determinar si un enlace seguirá la vía homolítica o heterolítica. Un enlace sigma metal-metal es una de las excepciones, ya que la energía de excitación del enlace es muy alta y, por lo tanto, no puede usarse para realizar observaciones.
En algunos casos, la división del enlace necesita la intervención de catalizadores. Dada la energía de disociación de los enlaces C-H, en torno a 100 kcal/mol (420 kJ/mol), para separar el átomo de hidrógeno del carbono y unir otro átomo al carbono se necesita una gran cantidad de energía.

## División homolítica

División homolítica.

En la división homolítica, u homólisis, los dos electrones de un enlace covalente se dividen a partes iguales entre los productos. Este proceso también se conoce como fisión homolítica o fisión radical. La energía de disociación de un enlace es la cantidad de energía necesaria para romper el enlace homolíticamente. El cambio de entalpía es una medida de la resistencia del enlace.
La energía de excitación triplete de un enlace sigma es la energía necesaria para la disociación homolítica, pero la energía de excitación real puede ser mayor que la energía de disociación del enlace a causa de la repulsión entre electrones en el estado triplete.

## División heterolítica

División heterolítica.

En la división heterolítica, o heterólisis, el enlace se rompe de tal manera que el par de electrones que compartían originalmente se queda en uno de los fragmentos. Por lo tanto, un fragmento gana un electrón, al tener los dos electrones del enlace, mientras que el otro fragmento pierde un electrón. Este proceso también se conoce como fisión iónica.
La energía de excitación singlete de un enlace sigma es la energía necesaria para la disociación heterolítica, pero la energía de excitación singlete real puede ser menor que la energía de disociación del enlace de la heterólisis debido a la atracción coulómbica entre los dos fragmentos de iones. La energía de excitación singlete de un enlace sigma silicio-silicio es más baja que la del enlace sigma carbono-carbono, aunque sus fuerzas de enlace sean 80kJ/mol y 70kJ/mol respectivamente, ya que el silicio tiene mayor afinidad por los electrones y menor energía de ionización que el carbono.
La heterólisis se produce de forma natural en aquellas reacciones en las que intervienen ligandos que donan electrones y metales de transición que tienen orbitales vacíos.

## Apertura del anillo

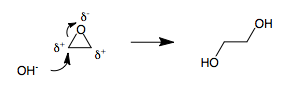
Apertura del epóxido.

En una apertura del anillo, la molécula dividida se mantiene como una sola unidad. El enlace se rompe, pero los dos fragmentos permanecen unidos por otras partes de la estructura. Por ejemplo, un anillo de epóxido puede abrirse por una división heterolítica de uno de los enlaces polares carbono-oxígeno para dar lugar a una única estructura acíclica.

## Aplicaciones
En bioquímica, el proceso de descomposición de las moléculas grandes mediante la ruptura de sus enlaces internos es el catabolismo. Las enzimas que catalizan la ruptura de enlaces se denominan liasas, a menos que actúen mediante hidrólisis u oxidorreducción, en cuyo caso se denominan hidrolasas y oxidorreductasas, respectivamente.
En proteómica, los productos de corte se utilizan en el análisis del proteoma, en el que las proteínas se dividen en fragmentos peptídicos más pequeños. Algunos ejemplos son el bromuro de cianógeno, la pepsina y la tripsina.